# 타티키오스
타티키오스(Tatikios) 혹은 타티시우스(Taticius)(그리스어: Τατίκιος, ?~1099년 이후)는 알렉시우스 1세 콤네누스 치세 동안 활동한 동로마 장군이다. 그의 이름은 대개 테티구스(Tetigus), 타티지우스(Tatizius), 타티티우스(Tatitius), 타틱(Tatic), 혹은 테티그(Tetig)로 알려져 있기도 하다.

## 출신과 초기 생애
"사라센"(Saracen)인, 아마 투르크인 이었던 그의 아버지는 알렉시우스의 아버지인 존 콤네누스에게 붙잡혀 콤네누스 집안의 노예가 되었다. 타티키오스와 알렉시우스는 함께 자랐고, 마치 한 식구처럼 지냈다.
1078년, 알렉시우스가 황제가 되기 전에 그의 라이벌인 니케폴루스 바실라키오스(Nichephorus Basilacius)에 맞서 싸울 때 동행하여 그의 매복 공격 작전을 간파해내기도 했다. 1081년에 알렉시우스가 황제가 되자 그는 왕가로부터 메가스 프리미케리오스(megas primikerios)라는 직책을 맡게 되었다. 그 후 그는 "오크리다(Ochrida) 근처에 살고 있는 투르크인들" (아마도 디라키온 전투에서 로베르 기스카르에 맞서 싸우던 헝가리인들) 을 통치하게 되었다.

## 군사적 그리고 정치적 업적
1086년에 그는 셀주크로부터 [니케아]]를 되찾기 위해 그곳으로 보내졌고, 니케아로 가는 길에 셀주크의 증원 병력이 파악되었을 때는 후퇴하라는 명령을 받았다. 알렉시우스는 그의 후방에 마누일 부투미티스(Manuel Boutoumites)의 해군 지원을 보냈다. 하지만 충분히 비티니아(Bithynia)의 통치자 아불 카심(Abu'l Qasim)을 이길 수 있었음에도 니케아를 얻지 못했다. 1086년 말, 타티키오스는 필립포폴리스(Philippopolis) 근처에서 알렉시우스에 대항하는 이단의 보고밀파 봉기를 지원하고 있었던 페체네그인과 싸우기 위해 다시 불렸다. 1087년 그는 페체네그인과 싸운 드리스타 전투(Battle of Drista)에서 비잔틴 군대의 우익을 맡았고 1090년엔 아르콘토폴로이 타그마(Archontopouloi tagma)로 300여 개의 작은 페네체그족 군대를 물리쳤다.
1094년 초, 그는 펜테고스티스(Pentegostis)에 있는 알렉시우스의 야영지를 지키고 있었다. 그곳에서 그는 전 황제였던 로마누스 4세 디오게네스의 아들인 니케포루스 디오게네스가 황제를 죽이려 한다는 음모를 알아차렸다. 니케포루스는 알렉시우스의 오랜 친구였지만 니케포루스가 왕위에 욕심이 있었다는 사실은 분명했기에 타티키오스와 알렉시우스는 마지못해 그를 처벌했다. 니케포루스는 추방당했고, 끝내는 두 눈마저 멀고 말았다. 1094년 말, 타티키오스는 칼케돈(Chalcedon)의 레오 주교를 비난하는 블라헤르네(Blachernae) 종교 회의에 참석했다. 블라헤르네 종교 회의 기록에 따르면 타티키오스에겐 Protoproedros (선임 원로원 의장)라는 호칭이 주어졌다고 한다.
1095년엔 타티키오스는 쿠만족에 대항한 군사 작전에서 알렉시우스와 동행했다.

## 1차 십자군 동안의 역할
1096년에 그는 콘스탄티노플에 도착하여 도시를 공격하기 시작한 난폭한 십자군들을 막아냈다. 1097년, 타티키오스는 알렉시우스에 의해 니케아를 공격하고 있는 십자군들을 지원하기 위해 트지타스 장군과 2000명의 펠타스트(peltasts)와 함께 니케아로 보내졌다. 십자군 역사가인 아익스의 알베르(Albert of Aix)는 투르크와 십자군 사이에서 사절 역할을 했다고 하는데, 안나 콤네나의 믿을 수 있는 기록에 의하면 그는 십자군들이 모르게 니케아의 항복을 받아내기 위해 부투미티스와 함께 비밀 협상에 나섰다. 이 사건은 라틴 인과 그리스 인들 사이의 깊은 분열을 초래했다.
하지만 타티키오스는 아나톨리아를 건너는 십자군들과 동행하도록 지시 받았다. 이는 안내자의 역할을 하기 위함이기도 했지만, 동시에 점령지를 비잔티움 제국에 반환하게 하기 위해서였다. 니케아를 떠나면서 십자군들은 두 그룹으로 나뉘었다. 타티키오스는 노르만 인 (기스카르의 아들인 타란토의 보에몽과 그의 조카인 탕크레드, 그리고 노르망디의 로버트) 과 플랑드르 인 (플랑드르의 로베르) 들의 그룹을 따라가게 되었다. 게스타 프랑코룸에 따르면 타티키오스는 빈번히 투르크 인들의 포악함을 경고했다고 한다.
안티오키아 공방전 때, 아길레라의 레몽은 타티키오스가 십자군에게 흩어져서 교외를 둘러싼 뒤 도시를 공격할 것을 제안했다고 적었다. 이는 식량 부족을 피하기 위한 충고였지만 이내 묵살당했다. 1098년 2월 타티키오스는 전장을 떠났는데, 안나 콤네나에 따르면 타티키오스는 보에몽으로부터 다른 십자군들이 그를 불신하여 그의 생명을 위협하고 있다고 전해 들었다고 한다. 그러나 반면 보에몽은 타티키오스가 비겁자에 배반자이며, 콘스탄티노플로부터 증원 병력을 데려오겠다고 한 약속에도 불구하고 군대를 도망쳐 전혀 돌아오지 않으려 한다는 루머를 퍼뜨렸다.

## 등장과 후손들
십자군 역사가들은 타티키오스가 잘려진 코를 가지고 있었다고 기록했다. 이목구비를 자르는 것은 배반자들에게 행해지는 비잔티움식 처벌이지만 타티키오스가 어째서 그런 형벌을 받았는지는 알려져 있지 않다. 노장의 기베르에 따르면 타티키오스는 황금으로 만들어진 인공 코를 차고 다녔다고 한다. 타티키오스에 대한 십자군의 평가들과 다르게 안나 콤네나는 그를 "용맹한 전사이며 전장에 자신의 목을 맡긴 자", "기발한 웅변가이자 강인한 남자" 라고 묘사했다. 안나는 또한 타티키오스와 알렉시우스가 폴로 게임을 하던 중 그가 말에서 내팽겨쳐져 알렉시우스에게 던져졌고, 무릎을 다친 알렉시우스는 그 후부터 통풍 (단백질의 일종인 푸린체의 대사이상 질환)으로 고생하게 되었다고 기록했다.
타티키오스의 탄생과 죽음에 대한 기록은 없다. megas primikerios란 직위는 일반적으로 환관들에게 맡겨졌다지만 타티키오스의 후손들이 12세기에 힘 있는 귀족 가문의 구성원들이 되었다는 점으로 보아 환관 출신은 아니었다는 점을 알 수 있다. 그의 유명한 후손은 콘스탄틴 타티키오스로 마누엘 1세 콤네누스 휘하에서 시르미움 전투(Battle of Sirmium)에서 탁월한 활약을 보였지만, 이사키우스 2세에 반항하다 실패하여 그의 시력을 잃었다.

## 참조
첫 번째:
- Choniates, Niketas (1984). 《O City of Byzantium: Annals of Niketas Choniates》. transl. by H. Magoulias. Detroit. ISBN 0-814-31764-2.
- Komnene (Comnena), Anna; Edgar Robert Ashton Sewter (1969). 〈XLVIII-The First Crusade〉. 《The Alexiad of Anna Comnena translated by Edgar Robert Ashton Sewter》. Penguin Classics. ISBN 0-14-044215-4.

두 번째:
- Steven Runciman, A History of the Crusades, Vol. 1: The First Crusade. Cambridge, 1952.
- Basile Skoulatos, Les Personnages Byzantins de L'Alexiade: Analyse Prosopographique et Synthèse. Leuven, 1980.
- Albert of Aix, Historia Hierosolymitana.
- Gesta Francorum et aliorum Hierosolimitanorum (anonymous)
- Guibert of Nogent, Dei gesta per Francos.
- Peter Tudebode, Historia de Hierosolymitano itinere.
- Raymond of Aguilers, Historia Francorum qui ceperunt Iherusalem.
- Charles M. Brand, "The Turkish Element in Byzantium, Eleventh-Twelfth Centuries", Dumbarton Oaks Papers 43:1-25 (1989) at JSTOR
- Magdalino, Paul (2002). The Empire of Manuel I Komnenos, 1143–1180. Cambridge University Press. ISBN 0-521-52653-1.